# The Doors: Live in Europe 1968
The Doors: Live in Europe 1968 è una raccolta di filmati durante il tour europeo del 1968 in Inghilterra, Germania, Danimarca, compreso lo spezzone di Alabama Song dove si vedono i 3 Doors che fanno visita alla tomba di Jim Morrison durante il decimo anniversario della sua scomparsa nel 1981 a Parigi al cimitero di Père-Lachaise.

## Tracce
1. Light My Fire (Main Title)
2. Love Me Two Times
3. Back Door Man
4. Spanish Caravan
5. Hello, I Love You
6. When the Music's Over
7. The Unknown Soldier
8. Light My Fire (Extended Version)
9. Five to One
10. Alabama Song

## Formazione
- Jim Morrison – voce
- Ray Manzarek – Organo, pianoforte, tastiera, basso
- John Densmore – Batteria
- Robby Krieger – Chitarra